# Fridolina Rolfö

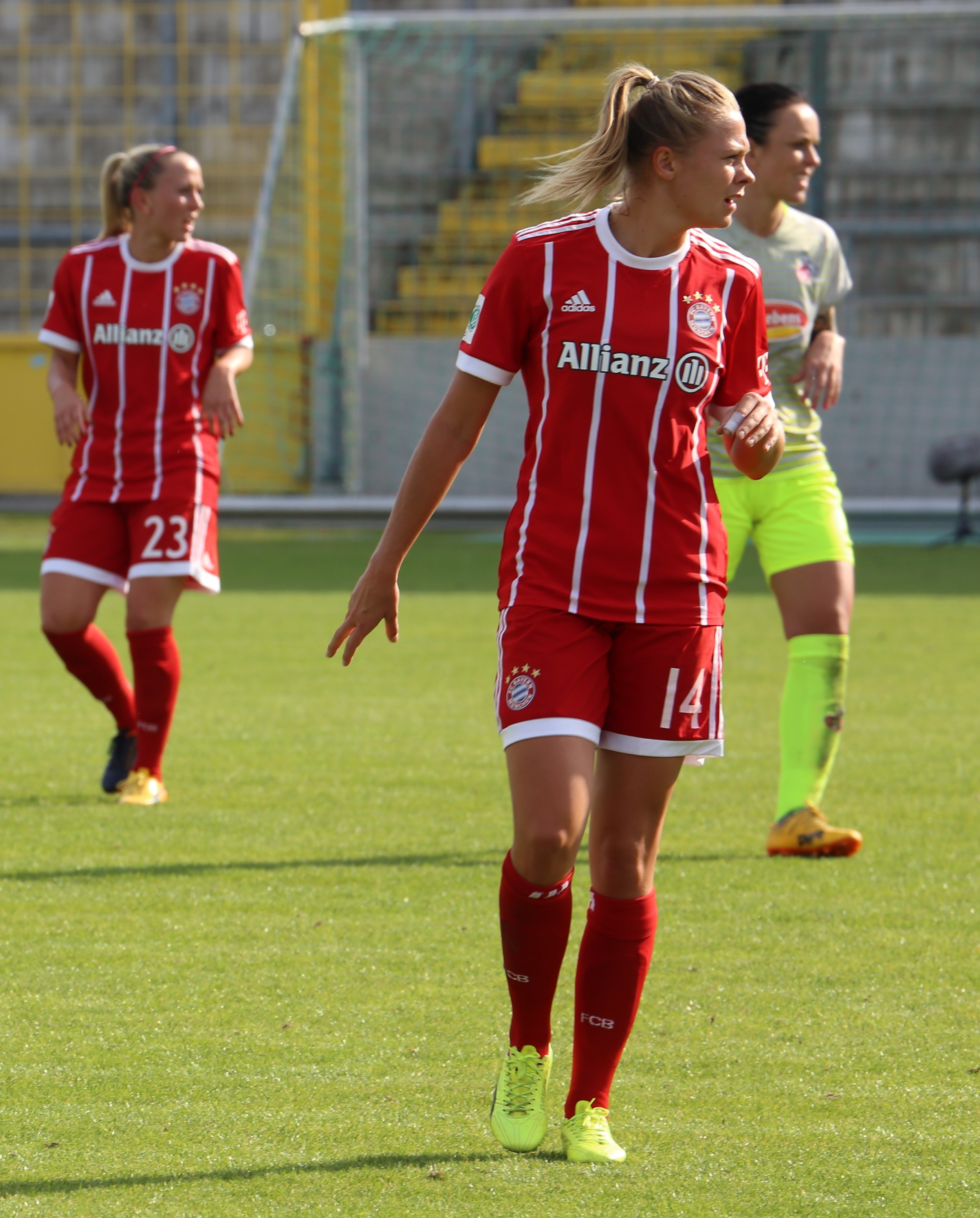
2017 im Trikot des FC Bayern München

Fridolina Rolfö (* 24. November 1993 in Kungsbacka) ist eine schwedische Fußballspielerin. Rolfö spielt vorwiegend als linke Flügelspielerin, wobei sie auch als sehr offensiv ausgerichtete Linksverteidigerin eingesetzt werden kann. Seit August 2025 ist sie Vertragsspielerin von Manchester United. Im Jahr 2014 gab sie ihr Debüt für die A-Nationalmannschaft Schwedens. Als Teil der schwedischen Auswahl gewann Rolfö zweimal die olympische Silbermedaille (2016 in Rio de Janeiro, 2020 in Tokio), sowie zweimal den 3. Platz bei der Fußballweltmeisterschaft (2019 in Frankreich, 2023 in Australien und Neuseeland).

## Karriere

### Vereine

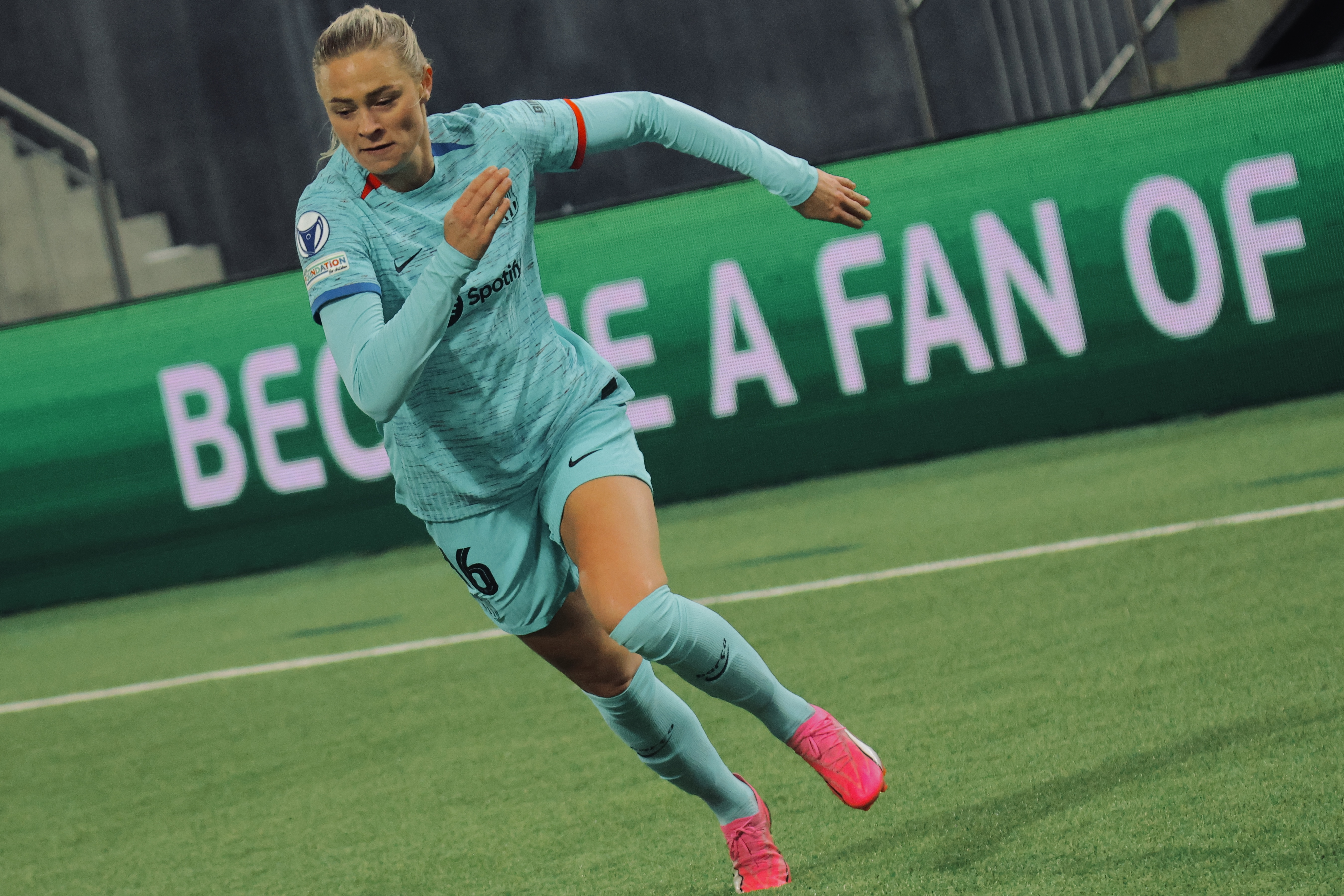
Rolfö im UWCL-Viertelfinale 2023/24

Rolfö begann zwölfjährig in der Gemeinde Kungsbacka beim IFK Fjärås mit dem Fußballspielen und wechselte 2008 zum sechstklassigen in ihrem Geburtsort ansässigen Tölö IF. Zur Spielzeit 2011 verpflichtete sie der Erstligist Jitex BK, für den sie in drei Spielzeiten 59 Punktspiele bestritt und 16 Tore erzielte. Am 10. April 2011 (1. Spieltag) debütierte sie bei der 1:2-Niederlage im Auswärtsspiel gegen Djurgården Damfotboll; ihre ersten drei Ligatore erzielte sie am 5. Mai 2011 (5. Spieltag) beim 9:0-Sieg im Auswärtsspiel gegen den Aufsteiger Dalsjöfors GoIF mit einem Hattrick zum 1:0, 2:0 und 3:0. Im Jahre 2014 verpflichtete sie der Ligakonkurrent Linköpings FC, für den sie bis zum Ende der Spielzeit 2016 fünfzig Punktspiele bestritt und zwölf Tore erzielte.
Ab dem 1. Januar 2017 spielte sie für den FC Bayern München in der Bundesliga. Am 26. Februar 2017 (13. Spieltag) debütierte sie beim 2:1-Sieg im Heimspiel gegen den FF USV Jena mit Einwechslung für Melanie Leupolz in der 68. Minute. Ihr erstes Bundesligator für die Bayern erzielte sie am 1. Oktober 2017 (4. Spieltag) beim 4:0-Sieg im Auswärtsspiel gegen die TSG 1899 Hoffenheim mit dem Treffer zum 2:0 in der 39. Minute. Zur Saison 2019/20 wurde sie vom Ligakonkurrenten VfL Wolfsburg verpflichtet. Mit Wolfsburg gewann sie das Double und nahm an der UEFA Women’s Champions League 2019/20 teil. Im Halbfinale gegen die Frauen des FC Barcelona erzielte sie das einzige Tor des Spiels, verlor dann aber im Finale gegen Titelverteidiger Olympique Lyon. Nach zwei Spielzeiten in Wolfsburg wechselte sie zur Saison 2021/22 zum Champions-League-Sieger FC Barcelona, wo sie einen Zweijahresvertrag erhielt. Mit Barca erreichte sie das Finale der UEFA Women’s Champions League 2021/22, verlor es aber gegen Rekordsieger Olympique Lyon. Sie kam in elf Spielen zum Einsatz und erzielte drei Tore. In der Gruppenphase der UEFA Women’s Champions League 2022/23, die Barca als Gruppensieger abschloss, wurde sie in allen Spielen eingesetzt und erzielte ein Tor.
Am 15. August 2025 wurde sie von Manchester United bis zum 30. Juni 2027 unter Vertrag genommen.

### Nationalmannschaft
Rolfö gab ihr Länderspieldebüt in der A-Nationalmannschaft am 29. Oktober 2014 bei der 1:2-Niederlage gegen die Auswahl Deutschlands mit Einwechslung für Elin Rubensson in der 85. Minute. Ihr erstes Länderspieltor erzielte sie am 2. Juni 2016 in Łódź im Qualifikationsspiel für die Europameisterschaft 2017 gegen die Auswahl Polens.
Sie nahm mit der Mannschaft am olympischen Fußballturnier 2016 teil und kam in allen drei Gruppenspielen zum Einsatz sowie im Viertelfinale, das gegen die Auswahl der Vereinigten Staaten mit 4:3 im Elfmeterschießen gewonnen wurde. Aufgrund einer in dieser Partie erlittenen Fraktur eines Mittelfußknochens kam sie im Halbfinale sowie im Finale nicht mehr zum Einsatz.
In der Qualifikation für die EM 2017 wurde sie nur in drei Spielen eingesetzt, in denen sie aber drei Tore erzielte. Schweden qualifizierte sich als Gruppensieger im vorletzten Spiel. Bei der EM wurde sie in den vier Spielen eingesetzt, schied aber im Viertelfinale gegen den Gastgeber und späteren Sieger Niederlande aus.
2018 gewann sie mit der schwedischen Mannschaft den Algarve-Cup (zusammen mit den Niederlanden) und erzielte dabei drei Tore, womit sie zusammen mit der Kanadierin Christine Sinclair und der Niederländerin Lieke Martens beste Torschützin war.
In der Qualifikation für die WM 2019 wurde sie in vier Spielen eingesetzt. Am 16. Mai wurde sie auch für die WM nominiert. Bei der WM wurde sie in sechs Spielen eingesetzt und erzielte ein Tor beim 5:1-Sieg im Gruppenspiel gegen Thailand. Als Gruppenzweite erreichten sie die K.-o.-Runde, wo sie im Achtelfinale beim 1:0-Sieg gegen Kanada eine Gelbe Karte erhielt. Im Viertelfinale gewannen die Schwedinnen nach 24 Jahren wieder ein Pflichtspiel gegen die deutsche Mannschaft und qualifizierten sich damit für die Olympischen Spiele 2020. Da sie auch in diesem Spiel die Gelbe Karte erhielt, konnte sie im Halbfinale gegen Europameister Niederlande nicht eingesetzt werden. Ihre Mitspielerinnen unterlagen mit 0:1 nach Verlängerung. Sie konnte dann im Spiel um Platz 3 gegen England wieder eingesetzt werden und mit 2:1 gewinnen.
Für das vom 21. Juli bis 7. August 2021 in Japan stattgefundene olympische Fußballturnier wurde sie für den Nationalmannschaftskader nominiert. Bei den Spielen wurde sie in den ersten beiden Gruppenspielen und den drei K.-o.-Spielen eingesetzt, wurde aber viermal ausgewechselt. Beim 4:2-Sieg im zweiten Gruppenspiel gegen Australien erzielte sie die Tore zum 1:0 und 3:2. Im Halbfinale gegen Australien spielte sie über die volle Spielzeit und erzielte sie das einzige Tor des Spiels. Im Finale gegen Kanada wurde sie zur zweiten Halbzeit der Verlängerung ausgewechselt, so dass sie beim finalen Elfmeterschießen nicht mehr mitwirken konnte. Da vier ihrer Mitspielerinnen verschossen, blieb am Ende „nur“ die Silbermedaille.
In der erfolgreichen Qualifikation für die WM 2023 wurde sie in allen acht Spielen eingesetzt und erzielte dabei fünf Tore, darunter das Siegtor zum 1:0-Sieg im ersten Spiel gegen die Slowakei. Bei der EM-Endrunde in England, die wegen der COVID-19-Pandemie auch um ein Jahr verschoben wurde, wurde sie in den fünf Spielen ihrer Mannschaft eingesetzt und erzielte dabei ein Tor beim 2:1-Sieg gegen die Schweiz. Mit einer 0:4-Niederlage gegen Gastgeber England schieden die Schwedinnen im Halbfinale aus.
Rolfö wurde für die WM-Endrunde 2023 nominiert, kam in sechs der sieben Spiele ihres Teams zum Einsatz. Nur im dritten Gruppenspiel gegen Argentinien wurde sie wie einige Stammspielerinnen geschont. Sie gewann mit ihrer Mannschaft das Spiel um Platz 3 gegen die Australierinnen. Sie erzielte drei Tore während des Turniers, darunter das erste Turniertor ihrer Mannschaft zum 1:1-Ausgleich im ersten Gruppenspiel gegen Südafrika und war zusammen mit Rebecka Blomqvist zweitbeste Torschützin ihrer Mannschaft. Nach dem Spiel um Platz 3, in dem sie ihre Mannschaft mit 1:0 per Strafstoß in Führung gebracht hatte, wurde sie als Spielerin des Spiels ausgezeichnet.
Am 11. Juni 2025 wurde sie für die EM-Endrunde nominiert. Sie wurde im zweiten Gruppenspiel ihrer Mannschaft eingewechselt und stand im dritten Gruppenspiel in der Startelf. In diesem bestritt sie ihr 100. Länderspiel und konnte in der 34. Minute einen Handelfmeter zum 3:1-Zwischenstand gegen Deutschland verwandeln. Mit 4:1 konnten die Schwedinnen erstmals ein EM-Spiel gegen Deutschland gewinnen und zogen als Gruppensieger ins Viertelfinale gegen Titelverteidiger England ein. Hier wurde sie beim Stand von 2:0 für ihre Mannschaft nach 77 Minuten ausgewechselt. Zwei Minuten später konnten die Engländerinnen  zunächst den Anschlusstreffer und weitere zwei Minuten später das Ausgleichstor erzielen. Da es dabei bis zur 120 Minute bleib, kam es zum Elfmeterschießen, das mit 2:3 verloren wurde.

## Erfolge
Nationalmannschaft
- Dritter Weltmeisterschaft 2019, 2023
- Olympische Silbermedaille 2016, 2020
- Algarve-Cup-Sieger 2018 (gemeinsam mit den Niederlanden)[14]

Vereine 
Linköpings FC
- Schwedischer Meister 2016
- Schwedischer Pokalsieger 2014, 2015

FC Bayern München
- DFB-Pokal-Finalist 2018

VfL Wolfsburg
- Deutscher Meister: 2020
- DFB-Pokal-Sieger: 2020, 2021

FC Barcelona
- Champions-League-Sieger: 2023, 2024
- Spanischer Supercup-Sieger: 2022, 2023
- Spanischer Pokalsieger 2022
- Spanischer Meister 2022, 2023

## Auszeichnungen
- Diamantbollen 2021, 2022
- Fotbollsgalan Schwedische Stürmerin des Jahres 2021
- Fotbollsgalan Tor des Jahres in Schweden 2021

## Sonstiges
Während ihrer Zeit in Linköping arbeitete sie in einer Bank.